# Dicnemoloma strictipilum
Dicnemoloma strictipilum är en bladmossart som först beskrevs av C. Müller, och fick sitt nu gällande namn av Ferdinand François Gabriel Renauld 1909. Dicnemoloma strictipilum ingår i släktet Dicnemoloma och familjen Dicranaceae. Inga underarter finns listade i Catalogue of Life.